# Ženské božstvo

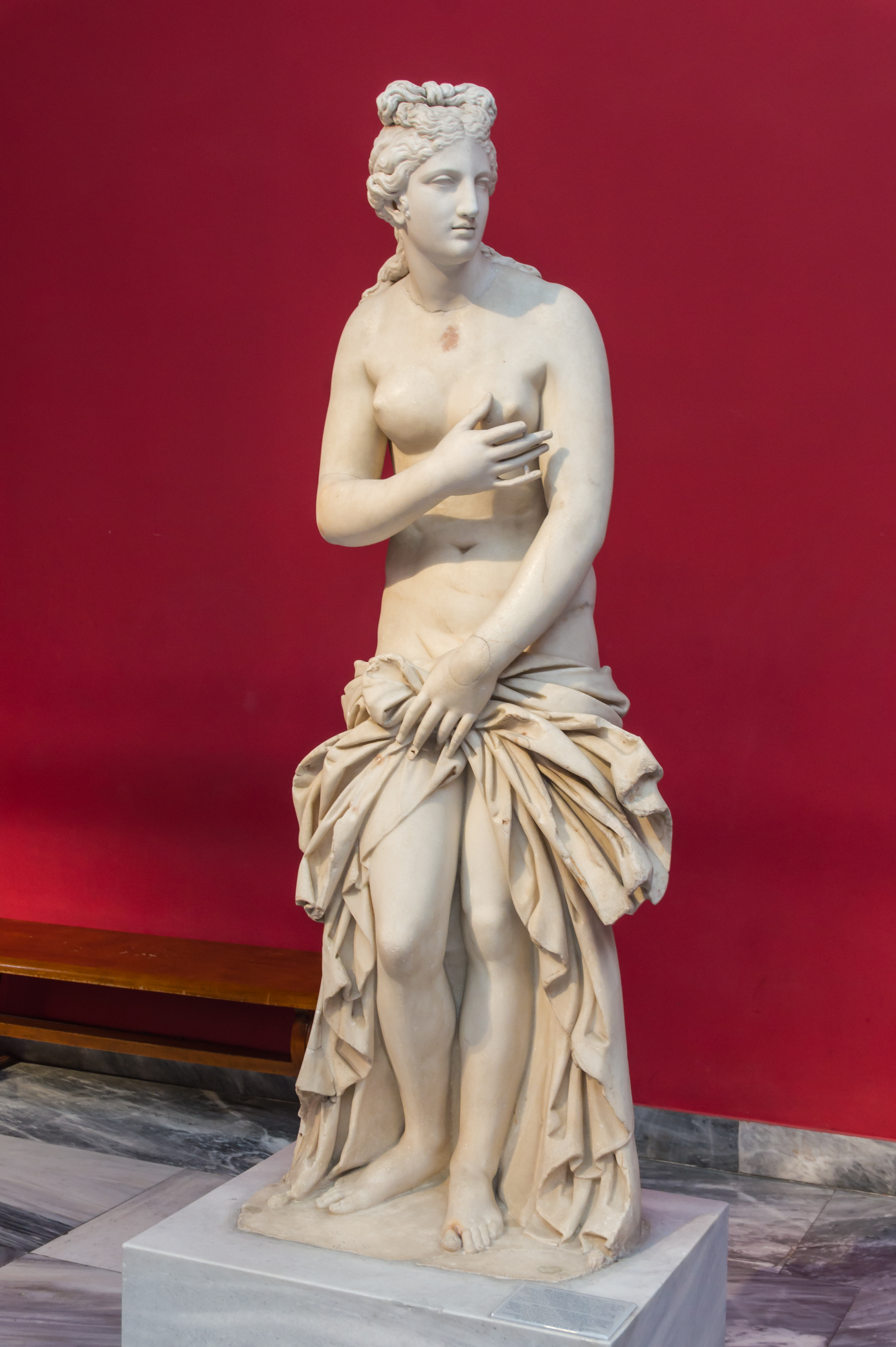
Afrodita

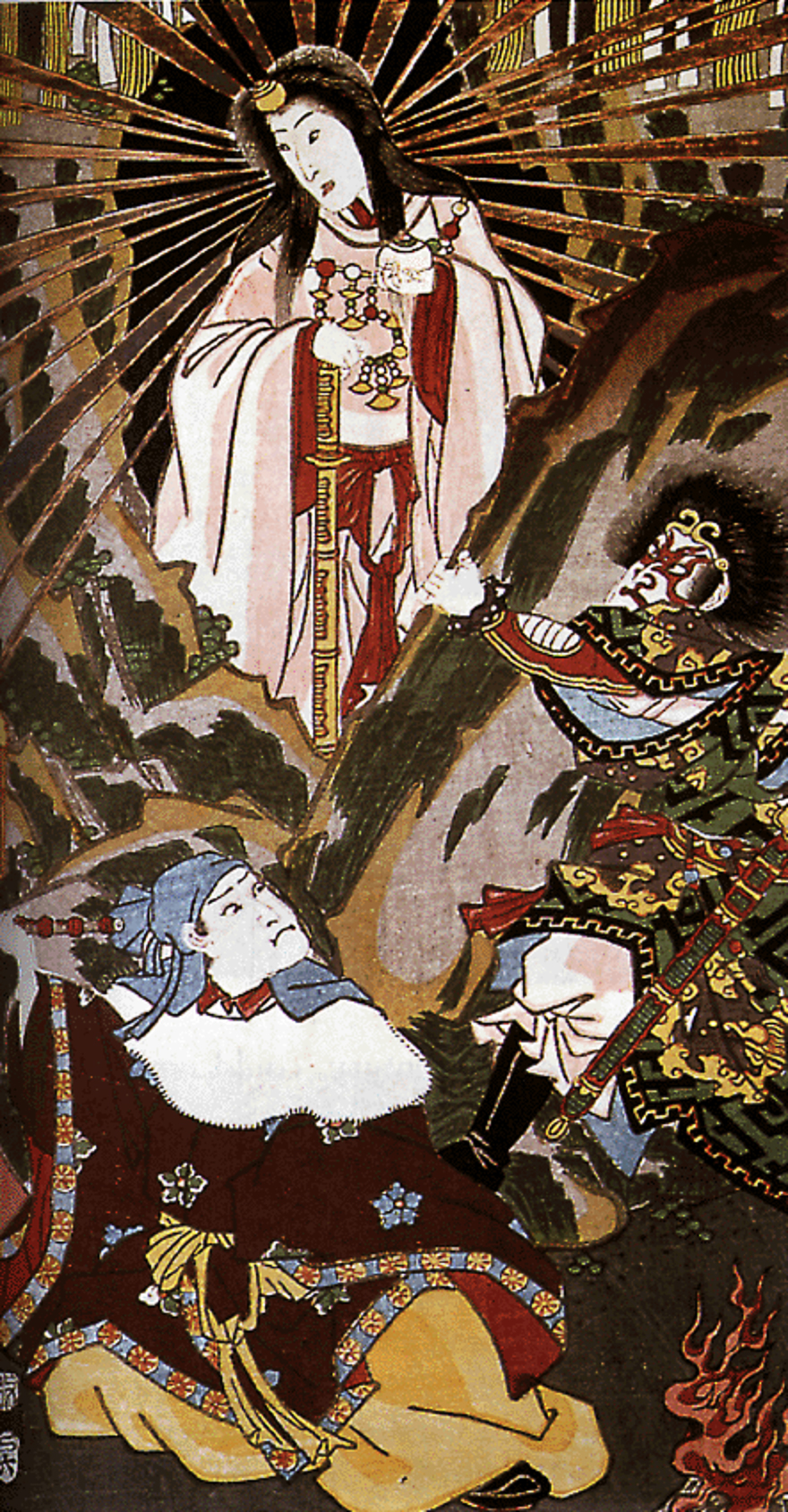
Amaterasu

Bohyně nebo božstvo, jemuž jsou připsány aspekty ženství, je častým předmětem mytologií a náboženských systémů. S ženskými božstvy bylo spojováno mnoho různorodých atributů - krása, láska, mateřství, plodnost, ale i válka či smrt. V některých náboženstvích hraje uctívání bohyně ústřední roli, jako například v šaktismu, kde se uctívá Šakti či Déví. V mytologiích jsou časté také božské dvojice, kdy jeden z bohů má mužský charakter a druhý ženský (například tvůrci světa Izanagi a Izanami v japonské mytologii).

## Příklady bohyň
Nejvýznamnější bohyní mezopotámského náboženství byla Inanna, spojovaná s láskou, krásou, sexem, spravedlností a politickou mocí. Byla považována za třetího nejvýznamnějšího boha a je spojována s tzv. chrámovou prostitucí. Akkaďané, Babylóňané a Asyřané ji nazývali Ištar. Pod tímto jménem ji převzali starověcí Kannánci (helenizovaná forma: Astarte) a Féničané. Po prosazení monoteismu se stala démonickou figurou (jako se to stalo mnoha jiným starým a konkurenčním bohům a lze se s ní setkat v mystických systémech).
Starověcí Egypťané uctívali bohyni vlhkosti, rosy a deště Tefnut, bohyni nebeské oblohy Nút, průvodkyni mrtvých Nebthet, Eset (Isis), jež se z poměrně nedůležitého božstva dostala v pozdní době na pozici takřka všeobjímající univerzální bohyně, symbol pravodstva Nun, prvotní bohyni Amaunet, symbol prvotní temnoty Kauket, manželku boha času a prostoru Hauhet, bohyni mléčné dráhy Hathor (jejíž význam v čase stoupal a převzala roli Nút), bohyni války, záplav a plodnosti Satis, bohyni Nilu Anuket, nebo (snad původně semitskou) bohyni Anat, která měla podobné atributy jako Satis.
Aztékové znali bohyni vody Chalchiuhtlicue či bohyni Země Coatlicue. Měli i bohyni potěšení chránící cizoložníky Tlazolteotl a bohyni rozkoše Xochiquetzal, která zase držela ochranou ruku nad prostitutkami. Čínské lidové náboženství uctívá bohyni moří Ma-cu. Nejdůležitější šintoistickou bohyní je bohyně slunce Amaterasu.
Frýgové v Malé Asii uctívali mateřskou bohyni Kybelé (jejíž kult byl převzat také do řeckého a římského náboženství), Churrité mateřskou bohyni Hepat, Chetité sluneční bohyni Arinnitti, z Lýkie pochází kult bohyně plodnosti Létó, který pak převzali Římané. Arabská předislámská mytologie znala velký triumvirát bohyní (uctívaný v Mecce): Al-Uzza, Manát a Al-Lat. O těchto třech bohyních se mluví i v tzv. satanských verších, Mohamedových výrocích, které měly být vyškrtnuty z Koránu. Také v Persii byly před pohlcením islámem oblíbené ženské bohyně, zoroastrismus uctíval Anáhitá (opět spojující plodnost a válku, což byl pozoruhodně se opakující model starověkých náboženství), Ármaiti symbolizující oddanost nebo Daénu, symbol osobní víry.
Řada ženských božstev je známa z Indie. Védy mluví o bohyni úsvitu Ušas, o bohyni Země Prthiví zobrazované často v podobě krávy, nebo o bohyni vína Varuni. Žensko-mužské dvojice bohů si oblíbila dvaita-védánta, která tak vedle Višnua postavila Lakšmí, vedle Krišny Radhu, vedle Brahmy bohyni řeči Sarasvatí a vedle Šivy Šakti, jejíž význam rostl a stala se personifikací kreativní energie a samostatně uctívanou bohyní, takže vedle Šivy se postavila nová manželka, přesněji skupina manželek, Párvatí, Durga a Kálí. Zastřešujícím termínem všem ženských hinduistických božstev je někdy Déví.
Ještě více byl "ženami" obsazen starořecký panteon: Persefona, Démétér, Baubó, Artemis, Afrodita, Athéna, Dióna, Eris, Gaia, Hekaté, Héra, Hestiá, Iris, Níké, Seléné. Řadu z nich převzali Římané.
Také Keltové uctívali ženská božstva, ovšem většinou známe jejich podoby po jistém prolnutí s římskou mytologií. Zajímavá je jejich bohyně Epona, která byla ne zcela v jiných systémech obvyklým ženským koňským božstvem. Předpokládá se, že keltský původ mají některé postavy irské mytologie jako třeba Áine (ta má snad až předkeltský původ), patrně ponejprv sluneční bohyně. Germáni znali bohyni Země Nerthus, bohyni jara Ostaru, severská mytologie Friggu, bohyni lásky a krásy Freyu, bohyni plodnosti Sif či bohyni lyží Skadi.
Řada afrických či jihoamerických animistických či vúdú kultů má také ženské bohyně, zajímavé je, že pod vlivem katolicismu je řada těchto figur smísena s Pannou Marií. Příkladem může být haitská Ezili Dantor. Ženská božstva, zvláště spjatá se Zemí a sexualitou, má v oblibě též novopohanství, například kult Wicca.

### Slovanské bohyně
Hlavní slovanské bohyně Morana, Vesna a Živa mají vztah k ročním obdobím, tj. k zimě, jaru a létu.[chybí lepší zdroj] Mokoš byla bohyně vody a země.
Známá folklórní postava Vesna, která zřejmě převzala aspekty Lady, je většinou religionistů považována za pozdní konstrukt, slovanští pohané ji zřejmě neuctívali.